# Вильямс (сорт груш)

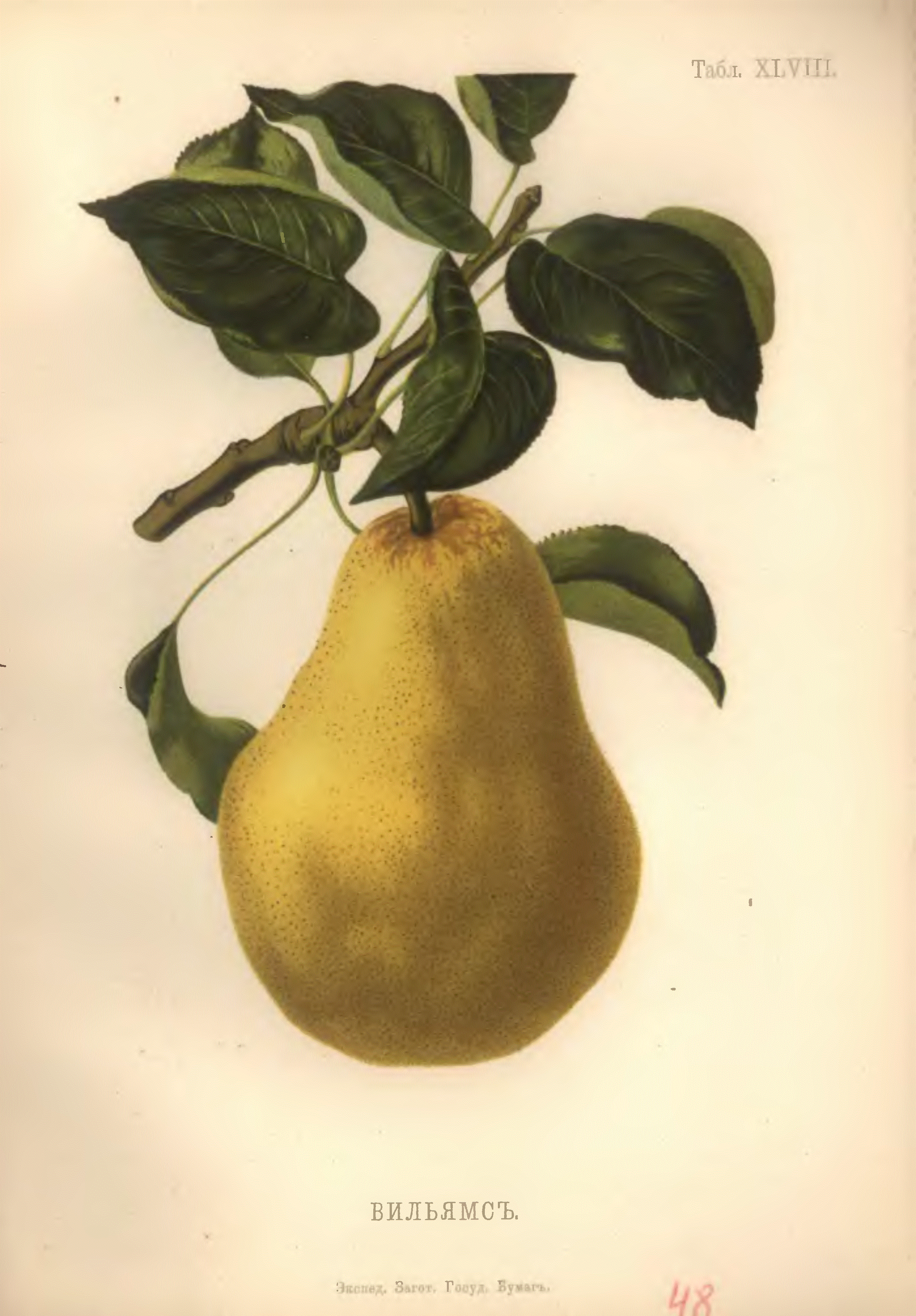
Вильямс. «Атлас плодов» под редакцией Адама Гребницкого, 1906

Вильямс (англ. Williams, полное название Williams' Bon Chretien, также известна как Бартлетт, англ. Bartlett) — сорт груши, культурная разновидность, полученная на основе вида груша обыкновенная (Pyrus communis), принадлежит к самым известным сортам груш.

## Происхождение
Изначальное происхождение этого сорта неизвестно. Сорт «Bon Chrétien» (Добрый христианин) назван в честь Франциска из Паолы, святого, которого король Франции Людовик XI в 1483 году призвал к своему смертному одру в качестве целителя. Франциск подарил королю семечко груши из своей родной Калабрии с инструкциями по посадке и уходу. Отсюда грушевое дерево получило название «Добрый христианин». Считается, что груша Вильямс была выведена из этого сорта в 1765—1770 годах во дворе школьного учителя из Олдермастона (Англия) по имени Джон Стэр, что дало повод для появления ставших малоизвестными синонимов «олдермастонская» груша и «груша Стэра». Позднее сорт приобрёл садовод по фамилии Вильямс, и после того, как он распространил его по всей Англии, груша стала известна как груша Вильямса. Однако полное название груши — Williams' Bon Chretien, или «Добрый христианин Вильямса».
В 1799 году Джеймс Картер импортировал несколько деревьев сорта Вильямс в США, и они были посажены на участке Томаса Брюэра в Роксбери, штат Массачусетс. Позже поместье в Массачусетсе приобрёл Энох Бартлетт из Дорчестера, штат Массачусетс. Не зная об их происхождении, Бартлетт назвал груши в честь себя и ввёл этот сорт в Соединённых Штатах. О том, что груши Бартлетт и Вильямс — одно и то же, стало известно только в 1828 году, когда из Европы прибыли новые деревья. К тому времени сорт Бартлетт стал очень популярным в Соединённых Штатах, и в США и Канаде они до сих пор называются «Бартлетт».

## Описание
Груша среднего размера, красивого цвета (от зеленоватого до жёлтого), на солнечной стороне имеет лёгкий красноватый цвет. Может иметь слегка изогнутую форму.

## Произрастание
Эти скоропортящиеся груши произрастают в благоприятных климатических условиях, таких как:
- Швейцарский кантон Валлис (англ. Wallis)
- Южный Тироль (англ. Tirol)
- Тёплые равнинные зоны Австрии
- Южные регионы Германии: Шварцвальд (нем. Schwarzwald), Кайзерштуль (нем. Kaiserstuhl), Боденское озеро (нем. Bodensee).

## Свойства
Груша сорта «Вильямс Крист» имеет сочную, сладкую, тающую во рту мякоть и типичную для сорта ноту.
Сорт «Вильямс» является самобесплодным. Чаще всего опыляется следующими сортами: Лесная красавица, Любимица Клаппа, Оливье де Серр.
Название «Вильямс Бирне» (Williams Birne) означает не только груши сорта «Вильямс», но и получаемый из них фруктовый шнапс.
Вильямс Красный (Вильямс руж Дельбара, Макс ред Барлетт) был получен в США как спонтанный антоциановый мутант сорта Вильямс и относится к спуровым сортам, у которых плодоношение в основном идёт на кольчатках.

## Калорийность
- Калорийность — 42 ккал
- Белки — 0,4 г
- Жиры — 0 г
- Углеводы — 10,7 г
- Вода — 87,5 г